# Sajeesh Joseph
Sajeesh Joseph (* 14. Januar 1987) ist ein indischer Leichtathlet, der sich auf den Mittelstreckenlauf spezialisiert hat.

## Sportliche Laufbahn
Erste internationale Erfahrungen sammelte Sajeesh Joseph im Jahr 2006, als er bei den Juniorenasienmeisterschaften in Macau in 1:53,36 min die Bronzemedaille im 800-Meter-Lauf gewann und anschließend bei den Juniorenweltmeisterschaften in Peking mit 1:51,48 min im Vorlauf ausschied. Daraufhin erreichte er bei den Südasienspielen in Colombo in 1:50,59 min den vierten Platz. Im Jahr darauf belegte er bei den Asienmeisterschaften in Amman in 3:53,89 min den sechsten Platz im 1500-Meter-Lauf und erreichte anschließend bei den Hallenasienspielen in Macau in 1:51,41 min Rang vier über 800 Meter. 2008 wurde er bei den Hallenasienmeisterschaften in Doha in 1:50,10 min Sechster und 2010 nahm er an den Asienspielen in Guangzhou teil, verpasste dort aber mit 1:49,58 min den Finaleinzug.
Bei den Leichtathletik-Asienmeisterschaften 2011 in Kōbe belegte er in 1:48,56 min den fünften Platz und 2013 schied er bei den Asienmeisterschaften in Pune mit 1:55,06 min in der Vorrunde aus. 2014 nahm er erneut an den Asienspielen in Incheon teil und wurde dort in 1:49,59 min Vierter.
In den Jahren 2008, 2012 und 2013 wurde Joseph indischer Meister im 800-Meter-Lauf sowie 2008 und 2012 über 1500 Meter.

## Persönliche Bestleistungen
- 800 Meter: 1:46,81 min, 17. August 2014 in Patiala
  - 800 Meter (Halle): 1:50,10 min, 16. Februar 2008 in Doha
- 1500 Meter: 3:41,7 min, 23. Oktober 2007 in Jamshedpur
- Meile: 4:10,34 min, 19. Februar 2010 in Port Elizabeth